# Einsatz in Afghanistan – Angriff der Wüstenschlangen
Einsatz in Afghanistan – Angriff der Wüstenschlangen ist ein kanadischer Horrorfilm aus dem Jahr 2009.

## Handlung
Soldaten einer Spezialeinheit unter der Führung von Richard Stanley sollen in Afghanistan eine stillgelegte Mine untersuchen, als sie in einen Hinterhalt der Taliban geraten. Sie werden gefangen genommen und in das Minengebäude gesperrt. Dort verspüren sie plötzlich starke Erdstöße, nach welchen ihre Entführer verschwunden zu sein scheinen. Die Soldaten können sich befreien und finden sich völlig alleine in der Mine wieder. Als sie ein Hubschrauber retten will, schießt plötzlich eine riesige Schlange aus dem Wüstenboden, zerstört den Helikopter und tötet einen Soldaten der Einheit. Dem Rest gelingt die Rückkehr in die Mine. Sie erkennen, dass die Riesenschlangen auf Geräusche reagieren. Die Soldaten können einen alten Geländewagen reparieren und versuchen zu fliehen. Nach einer kurzen Fahrt steht auf einmal ein kleines Mädchen, Isla, mitten auf der Straße und zwingt die Soldaten zu einer Notbremsung, bei der der Jeep zerstört und die Fahrerin Susan Eno schwer verletzt wird. Sie opfert sich für die Gruppe, indem sie die nahenden Riesenschlangen durch lautes Schreien auf sich aufmerksam macht und der restlichen Einheit somit die Flucht ermöglicht. Isla, die die Gruppe vor Landminen warnen wollte, führt die Soldaten mit ihrem Vater Amal in ein ehemaliges Flüchtlingslager, welches von den Taliban erobert wurde. Hier finden sie Munition und Ersatzteile für ihr kaputtes Funkgerät.
Die Soldaten versuchen, gemeinsam mit Amal und Isla durch ein unterirdisches Tunnelsystem zurück zur Mine zu gelangen. Dabei werden sie erneut von Taliban angegriffen, diese werden jedoch von den Riesenschlangen umgebracht. Auch einer der Soldaten stirbt, aber Stanley gelingt es, eins der Monster zu töten. In den Tunneln tritt Amal versehentlich auf eine Mine, die Explosion lässt den Fluchtweg einstürzen, außerdem werden die Monster wieder angelockt. Isla wird durch einen Luftschacht nach draußen geschickt, um eine nur von außen zu öffnende Tür zu erreichen und den Rest der Gruppe so zu retten. Isla schafft es, und gemeinsam mit Stanley und Jennifer Henle, den letzten Überlebenden der Einheit, gelingt ihr die Flucht zurück in die ehemalige Mine. Sie werden von zwei Riesenschlangen verfolgt, die sie mittels Handgranaten ablenken können. An der Mine kommt ihnen schließlich ein Kampfhubschrauber zu Hilfe, der eine der Schlangen tötet und die drei Überlebenden aufnimmt. Die verbliebene Riesenschlange greift plötzlich den Hubschrauber an, worauf sich Stanley opfert, der aus dem zerstörten Flüchtlingslager einen Sprengstoffgürtel mitgenommen hat,  sich mit diesem ins Maul des Monsters stürzt und das Ungeheuer damit tötet.

## Produktion
Einsatz in Afghanistan – Angriff der Wüstenschlangen wurde für den Fernsehsender Syfy produziert. Die Dreharbeiten fanden in den MediaPro Studios in der rumänischen Hauptstadt Bukarest statt. Das Budget des Films betrug etwa 1,8 Millionen Dollar.
Die deutsche Erstausstrahlung erfolgte am 28. August 2010 auf Tele 5.

## Rezeption
Auf der Website Rotten Tomatoes sind 15 Prozent der Publikumsbewertungen positiv; die Durchschnittsbewertung lag bei 2,1 von 5 Sternen.
Peter Hall bescheinigt Sand Serpents auf der Film-Website Horror's Not Dead, eine der besseren Syfy-Produktionen zu sein, jedoch ohne dass viele eigene Ideen in das Drehbuch eingebracht wurden. So weise der Film starke Anleihen an Gears of War, The Frighteners und Tremors – Im Land der Raketenwürmer auf.